# Castela coccinea
Castela coccinea es una especie de arbusto de la familia  Simaroubaceae originaria de Sudamérica. 

## Descripción
Es un arbusto perennifolio que se encuentra a una altitud de hasta 1000 metros en Argentina y Paraguay.

## Taxonomía
Castela coccinea fue descrita por August Heinrich Rudolf Grisebach y publicado en Abhandlungen der Königlichen Gesellschaft der Wissenschaften zu Göttingen 19: 107. 1874.
Etimología
Castela: nombre genérico otorgado en honor del naturalista francés René Richard Louis Castel.
coccinea: epíteto latino que significa "escarlata".
Sinonimia
- Ximenia americana var. pubens Griseb.	[4]